# Staphylococcus saprophyticus
Стафилококус сапрофитикус (лат. Staphylococcus saprophyticus) је бактерија из рода стафилокока. Спада у коагулаза негативне стафилококе. Живи углавном на кожи и слузокожи уринарног тракта човека, где припада нормалној бактеријској флори. Може изазвати запаљење мокраћних путева, поготову код жена.

## Изглед, грађа и патогенитет
Као и све стафилококе лоптастог је облика, прелника око 1 μm и гради јата или гроздове. Припада групи коагулаза негативних стафилокока. 
Изазива често инфекције уринарног тракта (мокраћних путева), праћене мањим тегобама као нпр. дисурија, поготово код млађих жена (10-20% уретритиса у овој групи). Код мушкараца је такође одговоран за мањи део запаљења уретре (уретритис). 
Као и стафилококус ауреус често је резистантан на више антибиотика, тако да се у терапији примењују антибиотици стабилни на лактамазу.